# バルス (レーダー)
バルス（ロシア語：Барс）は、ロシア（旧ソビエト連邦）の全天候型マルチモード機上レーダーである。V・V・チホミーロフ記念機器製作科学研究所がSu-27やMiG-29のようなマルチロール機用に開発したものである。名称は、ロシア語で「ヒョウ」を意味する。 

## N011
バルスシリーズの最初のレーダーはN011で、元々はSu-27用に開発されたXバンドのパルスドップラーレーダーであった。このオリジナルのN011では、直径960mm、±85度のセクタスキャンを持つ機械式スキャンの平面アレイを持っていた。平均2kWでピーク出力は8kWに達した。N011は、低ノイズのUHF入力アンプと、再プログラム可能なデジタルコンピュータを使用した完全なデジタル信号処理ユニットを特徴としている。 
当初の要求であった20目標同時追尾と8目標同時交戦は、当時のソ連の技術では不可能であったが、N011は13目標同時追尾と4目標同時交戦が可能であった。その後、これは15目標同時追尾、6目標同時交戦ができるようアップグレードされた。早期警戒に使用した場合の最大空対空探知距離は400kmを超え、迎撃に使用した場合、一般的な戦闘機サイズの標的に対する探知距離は正面から140km、背後から65kmとなっている。 
空対地モードについては、N011は5つの空対地モードと、地上マッピング、地形追従レーダー、地形回避を含む4つの海上モードを搭載している。空対地モードは、空母型の目標に対して最大200kmを超えて探知可能。 

## N011M
バルスレーダーの第二弾はN011Mで、N007 ザスロンの開発で得た経験を生かして、電子走査（フェーズドアレイ）方式の平面アンテナを採用したレーダーである。性能向上のために、アンテナ設計を多チャンネルパッシブ電子走査アレイ（PESA）に変更した。N011M バルスアンテナの設計は、以前のN007アンテナと同様に、XバンドレーダーとLバンドIFFトランスポンダーの2つの独立した電子制御アレイで構成されており、総重量は100kg、直径960mmとなっている。このレーダーのピーク出力は4-5kWで、400マイクロ秒でビームの位置決めができ、機械式走査レーダーに比べて大きな利点となる。バルスレーダーは方位角±70度および仰角±45度でセクター走査をするための位置固定が可能。走査範囲の改善のため、レーダーを電気機械駆動に取り付けることもでき、この場合、セクター走査は±90度に広がる。 
N011Mに搭載されている28MHzのTs200プログラム制御シグナル・プロセッサは、毎秒7500万回の演算が可能なバタフライ型のフーリエ変換を組み込んでいる。N011Mは、3つのプロセッサを使用したデジタル信号処理をサポートしており、16MBのスタティックメモリとフラッシュメモリを搭載している。ピーク出力は4-5kW、平均出力は1.2kWで、レーダーシステム全体の重量は約650kg。N011MはSu-30MKI、Su-30MKMに採用されており、N011Mレーダーの契約は3段階に分かれている。初期のMK1ソフトウェアは2002年にテストされ、最初のSu-30MKI納入時に供給された。インドは「Vetrivale」プロジェクトの下でプログラム制御シグナル・プロセッサとデータ・プロセッサの両方を製作し、オリジナルのロシア製部品を置き換えることになっていたが、要求期間内にそれを行えなかったため、MK2ではロシア製機器を使用したままであった。2004年、インドは i960アーキテクチャをベースにしたVetrivaleレーダーコンピュータを納入した。注目すべきは、N011Mは単なるPESAではなく、両方の技術を使うため、PESAとAESAの遷移である。N011Mのアンテナアレイ上の各トランシーバーには、AESAと同じ受信アンプが搭載され、3dBのノイズレベルを持ち、これもAESAアレイと同クラスである。ただし、送信にはPESA技術を採用しており、EGSP-6Aの送信機にはシングル・チェルノック進行波管を使用している。N011Mには3つの受信チャンネルがある。 
N011Mは400kmの捜索範囲と200kmの追尾範囲を持ち、空対空モードでは後方に60kmの追尾範囲を持つ。300平方度以上のレビュー領域でのMIG-29戦闘機の検出範囲は、正面に対して140kmまで、追尾では60kmまでである。スキャンモードでは、最大15目標同時追尾、うち4目標同時交戦が可能。N011Mは多くの近距離および速度サーチモードを使用することができ、複数目標の種類と数の識別が可能。バルスレーダーは、照射とデータリンク誘導の両方を行い、R-73 IR誘導ミサイルと同様に、R-77とR-27レーダー誘導ミサイルと互換性がある。 
空対地モードでは、本レーダーは地上と海上の移動目標の検出、位置の特定をし、同時に2つの地上目標の追尾を維持することができる。N011は最大40-50 km範囲の戦車グループの目標を検出でき、80-120 km範囲の駆逐艦サイズの目標の検出ができる。バルスはまた、最大分解能10メートルのリアルビーム、ドップラービームシャープニング、または合成開口レーダーのいずれかを使用したマッピングモードを備えている。また、Kh-31対レーダーミサイルも本レーダーに対応している。 

## N035
N035イールビス-E（ユキヒョウ）レーダーはバルスレーダーファミリーの中で最も強力なレーダーであり、N011Mの直系の子孫であり、コスト節約と開発期間短縮のためにN011Mの多くの部品を採用している。
N035と前身のN011Mとの違いは、受信チャンネルがN011Mのオリジナルの3からN035では4に増えていること。新しい送信機EGSP-27は、10kWのピーク出力を提供することが可能なチェルノーク進行波管のアップグレード版を組み込んでおり、その結果、N035のピーク出力は20kWに増加し、平均出力ピークは5kW、連続波照射は2kWとなった。新たな5010-35.01デジタルプロセッサーと新たな5010-35.02インフォプロセッサーが使用され、N035はN011Mの2倍の帯域幅を持っている。ノイズレベルはN011Mの3dBから3.5dBに向上し、3平方メートルの典型的な空中目標に対して、有効距離は400kmを超える（正面）。0.01平方メートルのステルス目標に対しては、正面からの有効距離は90キロを超える。
N035レーダーは30目標を同時追尾し、セミアクティブレーダーホーミング空対空ミサイルで2目標同時交戦が可能で、アクティブレーダーホーミングミサイルを使用した場合、同時交戦できる目標数は8個に増える。 

## バルス-29
チホミーロフ記念機器製作科学研究所は、MiG-29用に改造されたN011Mレーダー「バルス-29」を展示した。バルス-29は、MiG-29戦闘機の機首に取り付けられるほど小型でありながら、ソフトウェアとハードウェアの90％までをオリジナルのバルスレーダーと共有している。
バルス-29は、5m2のRCSを持つ目標に対して120kmの探知範囲を持ち、捜索中追尾モード使用時には、15目標同時追跡、4目標同時交戦ができる。レーダーの平均出力は1kWである。 

## 搭載機
N011
Su-27M
Su-37
N011M
 Su-30MKI
 Su-30MKA
 Su-30MKM
 Su-30SM
バルス-29
MiG-29OVT